# 1967 у Миколаєві
| Роки в Миколаєві ← • 1901 • 1902 • 1903 • 1904 • 1905 • 1906 • 1907 • 1908 • 1909 • 1910 • 1911 • 1912 • 1913 • 1914 • 1915 • 1916 • 1917 • 1918 • 1919 • 1920 • 1921 • 1922 • 1923 • 1924 • 1925 • 1926 • 1927 • 1928 • 1929 • 1930 • 1931 • 1932 • 1933 • 1934 • 1935 • 1936 • 1937 • 1938 • 1939 • 1940 • 1941 • 1942 • 1943 • 1944 • 1945 • 1946 • 1947 • 1948 • 1949 • 1950 • 1951 • 1952 • 1953 • 1954 • 1955 • 1956 • 1957 • 1958 • 1959 • 1960 • 1961 • 1962 • 1963 • 1964 • 1965 • 1966 • 1967 • 1968 • 1969 • 1970 • 1971 • 1972 • 1973 • 1974 • 1975 • 1976 • 1977 • 1978 • 1979 • 1980 • 1981 • 1982 • 1983 • 1984 • 1985 • 1986 • 1987 • 1988 • 1989 • 1990 • 1991 • 1992 • 1993 • 1994 • 1995 • 1996 • 1997 • 1998 • 1999 • 2000 • → |

1967 у Миколаєві — список важливих подій, що відбулись у 1967 році в Миколаєві. Також подано перелік відомих осіб, пов'язаних з містом, що народились або померли цього року, отримали почесні звання від міста.

## Події

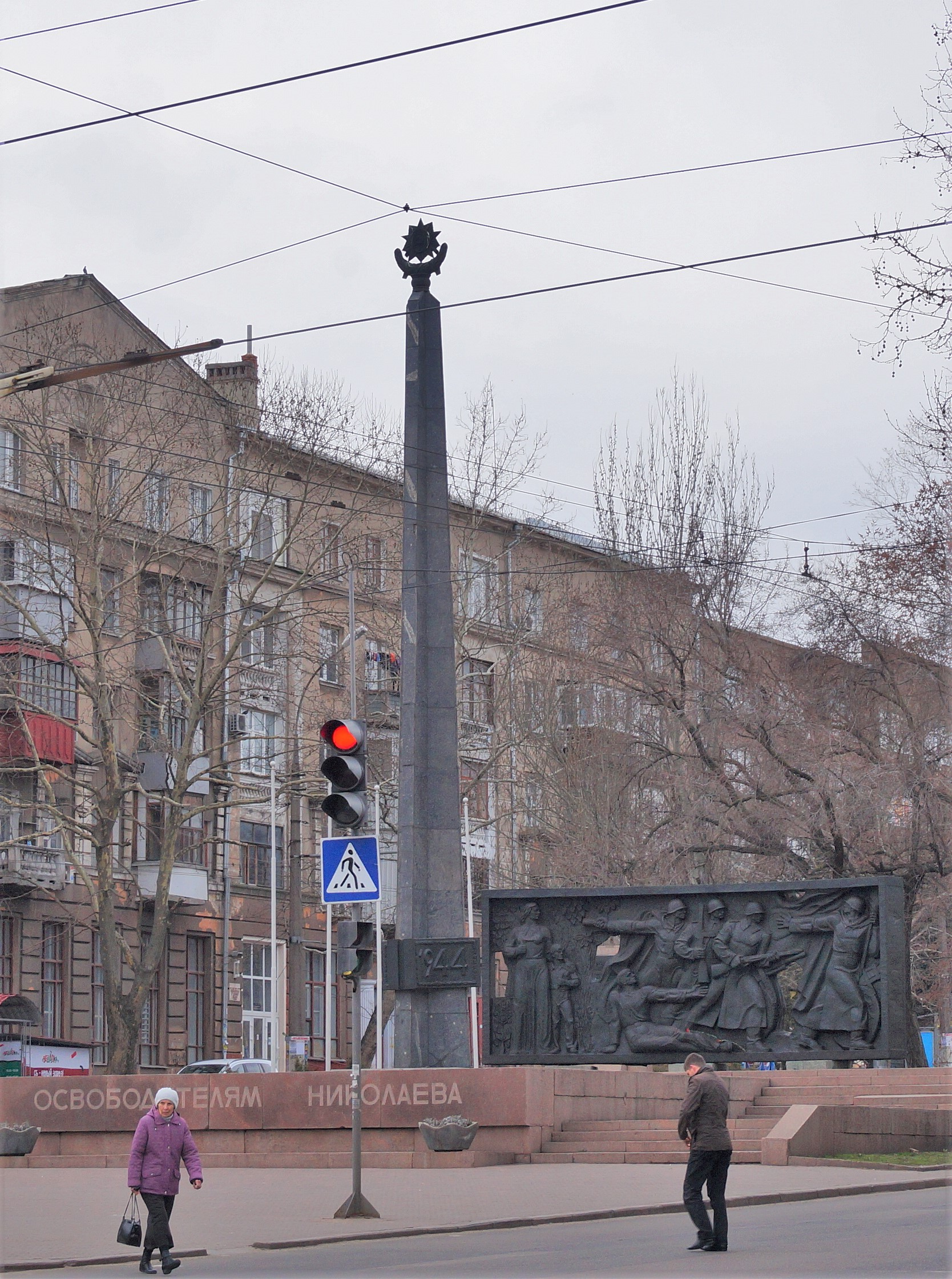
Меморіальний комплекс воїнам-визволителям Миколаєва

- 26 серпня на суднобудівному заводі імені 61 комунара спущено на воду великий протичовновий корабель проєкту 61 типу «Комсомолець України» — «Смєтливий».
- Наказом Міністра суднобудівної промисловості СРСР і Міністра вищої і середньої спеціальної освіти СРСР № 200/437 було засновано Херсонський філіал Миколаївського кораблебудівного інституту.
- З ініціативи Віктора Боженара створена перша професійна баскетбольна команда (нині МБК «Миколаїв»).
- На розі Центрального проспекту з вулицею Декабристів відкрито меморіальний комплекс воїнам-визволителям Миколаєва. Багатометровий обеліск увінчаний зображенням ордена Вітчизняної війни. На двох стелах золотом сяють назви з'єднань і частин, яким присвоєно почесне найменування — Миколаївські.
- 29 жовтня запущений миколаївський тролейбус.

## Особи

### Очільники
- Голова виконавчого комітету Миколаївської міської ради — Микола Брюханов.
- 1-й секретар Миколаївського міського комітету КПУ — Анатолій Саліхов.

### Почесні громадяни
- Титов Герман Степанович (11 вересня 1935, Верхнє Жиліно, Алтайський край — 20 вересня 2000, Москва) — радянський космонавт, перша людина, що здійснила тривалий космічний політ (понад добу), друга радянська людина у космосі, наймолодший космонавт в історії, Герой Радянського Союзу (9 серпня 1961 р., медаль № 11158). Дублер Юрія Гагаріна під час польоту космічного корабля «Восток-1».

### Народились
- Бабакова Інга Альвідосівна нар. 27 червня 1967, Ашгабат, нині Туркменістан) — українська спортсменка (легка атлетика, стрибки у висоту); заслужений майстер спорту; чемпіонка світу 1999 року, багаторазова призерка чемпіонатів світу з легкої атлетики, бронзова — Олімпійських ігор 1996 в Атланті; переможниця та призерка багатьох міжнародних змагань, рекордсменка України з результатом 205 см (Токіо, 1995 р.). За підсумками міжнародних стартів визнана найкращою стрибункою світу у висоту 1995 року.
- Задирко Геннадій Олександрович (нар. 13 вересня 1967, с. Леніне Кримської області) — народний депутат України 6-го скликання, обраний за списком «Блок Юлії Тимошенко». Випускник Миколаївського педагогічного інституту.
- Коссе Володимир Дмитрович (нар. 30 вересня 1967, РРФСР) — радянський і молдовський футболіст грецького походження, український спортфункціонер. Директор Центрального міського стадіону в Миколаєві.
- Зубко Геннадій Григорович (нар. 27 вересня 1967, Миколаїв) — український політик. Віце-прем'єр-міністр — Міністр регіонального розвитку, будівництва та житлово-комунального господарства в другому уряді Арсенія Яценюка та уряді Володимира Гройсмана.
- Васильєв Володимир Миколайович (нар. 8 серпня 1967, Миколаїв) — російський письменник-фантаст українського походження. Найвідоміший твір автора: цикл під назвою «Відьмак Великого Києва». З 2001 року живе в Москві. Внесений у базу даних «Миротворця» за антиукраїнську пропаганду.
- Раєвський Віталій Євгенович (нар. 12 травня 1967, Миколаїв) — український спортсмен в академічному веслуванні, майстер спорту СРСР міжнародного класу, заслужений тренер України.
- Філатова Оксана Степанівна (нар. 26 лютого 1967, Привільне (Баштанський район) Миколаївської області) — літературознавець, доктор філологічних наук, професор, завідувач кафедри української мови і літератури Миколаївського національного університету імені В. О. Сухомлинського.
- Мітрясова Олена Петрівна (нар. 28 квітня 1967, Миколаїв) — український науковець, доктор педагогічних наук, професор кафедри екології Чорноморського національного університету імені Петра Могили.
- Мілюкін Ігор Петрович (нар. 4 лютого 1967, Глухів, Сумська область) — радянський та український футболіст, півзахисник, тренер. У складі клубу «Суднобудівник»/«Евіс»/СК «Миколаїв» провів 221 матч, забив 17 голів.
- Броварник Антон Леонідович (нар. 20 листопада 1967, Київ) — радянський та український футболіст, воротар. У складі клубу «Суднобудівник» провів 65 матчів.
- Бахметьєв Ігор Олександрович (нар. 3 січня 1967, Харків) — радянський та український футболіст та тренер, виступав на позиції півзахисника. У складі клубу СК «Миколаїв» провів 85 матчів.
- Вікторія Платова (справжнє ім'я Вікторія Євгенівна Соломатіна; нар. 11 січня 1965, Миколаїв) — російська письменниця, автор гостросюжетних романів.

### Померли
- Гмиря Петро Арсентійович (нар. 21 грудня 1905, Миколаїв — 7 лютого 1967, Комунарськ, Луганська область) — український радянський діяч промисловості, депутат Верховної Ради УРСР 2–5-го скликань. Член ЦК КП(б)У в 1940—1949 і 1952—1960 рр.